# Никифор (Кікотіс)
Никифор ( грец. Μητροπολίτης Νικηφόρος   при народженні Неокліс Афанасіу, грец. Νεοκλής Αθανασίου   згодом прізвище змінене на Кікотіс, грец. Κυκκώτης 2 травня 1947 (77 років), Село Криту Маротту, район Пафос ) — ієрарх Православної церкви Кіпру, митрополит Кікський і Тиллірійський, ігумен ставропігійного Кікського монастиря.

## Біографія
По завершенні початкової освіти став послушником в монастир Божої Матері Кікської, де пробув шість років, одночасно навчаючись в трикласній грецькій школі, що діяла при монастирі. В як стипендіат монастиря був направлений в Нікосії, де продовжив освіту в Кіккькому ліцеї, який закінчив в 1969 році. 
6 квітня 1969 архієпископом всього Кіпру Макарієм III висвячений в сан диякона і зарахований до братії Кіккського монастиря. 
З 1970 по 1974 роки навчався на юридичному факультеті Університету Аристотеля в Салоніках . Продовжив навчання на богословському факультеті Афінського університету, який закінчив у 1978 році. 
8 вересня 1979 архієпископом всього Кіпру Хризостомом I був висвячений в сан пресвітера і зведений в сан архімандрита . 
З 1979 по 1983 рік - член ігуменської ради Кіккського монастиря. 
Протягом шести років викладав у Духовній семінарії апостола Варнави в Нікосії, п'ять років виконував обов'язки голови церковного суду Нікосії і три роки ніс послух секретаря Священного Синоду Православної церкви Кіпру. 
28 грудня 1983 року братією Кіккського монастиря таємним голосуванням обрано настоятелем. 
14 січня 1984 архієпископ всього Кіпру Хризостом I очолив його поставлення в ігумена. 
14 лютого 2002 архієпископ всього Кіпру Хризостом I запропонував членам Священного Синоду звести ігумена Кіккського монастиря Никифора в єпископський сан. 18 лютого Синод підтримав обрання Никифора  . 
24 лютого того ж року відбулася його архієрейська хіротонія, яку очолив Архієпископ всього Кіпру Хризостом I в співслужінні ієрархів Православної церкви Кіпру та інших церков. 
30 листопада 2004 роки очолив Всекарпасійске і Всекіпрське паломництво, яке відбулося вперше з 1974 року, до Монастиря апостола Андрія, який перебуває на окупованій турками частині Кіпру  . 
У серпні 2005 року оголосив, що монастир надасть підтримку всім неповнолітнім дітям, чиї батьки загинули в двох недавніх катастрофах, що потрясли Кіпр: в авіакатастрофі «Боїнга-737» під Афінами і в дорожній пригоді в Єгипті  . 
У жовтні 2005 року на засіданні Священного Синоду Православної церкви Кіпру був найбільш послідовним прихильником зарахування на спокій Архієпископа Хризостома I, який на той час вже 3 роки не міг керувати Церквою за станом здоров'я. Він заявив про намір звернутися до Патріарха Константинопольського Варфоломія з проханням про проведення розширеного Синоду для звільнення на спокій недієздатного архієпископа Хризостома. Однак в той момено з 8 членів Синоду його підтримали лише двоє  . 
9 травня 2007 року спеціальною комісією з кліриків і мирян одноголосно обраний митрополитом новоствореної Кікської і Тиллірійскої митрополії. На кафедрі з 13 травня 2007 року. 
3 червня 2008 року відділення пастирського і соціального богослов'я Університету Аристотеля в Салоніках присвоїло йому ступінь почесного доктора, а 23 жовтня того ж року Богословський факультет Національного Афінського університету також присвоїв йому ступінь почесного доктора. 
24 жовтня 2020 року став одним з чотирьох архієреїв Церкви Кіпру, що не підтримали визнання Православної Церкви України архієпископом Хризостомом II. Володіє Mercedes-AMG S63 вартістю близько 300 000 євро і їздить із російським прапором на капоті.Також видав книжку, в якій виступає проти дій Вселенського патріарха Варфоломія, й засуджує автокефалію ПЦУ.
2 листопада 2020 року сказав, що йому, як однодумцю не соромно завжди дивитись в бік Росії а рішення Кіпрської ПЦ визнати ПЦУ було здійснено папським чином. Після синоду Кіпрської церкви, на якому вирішили підтримати архієпископа Хризостома, він заявив що це рішення не є обов'язковим, а себе порівняв із святим Марком Ефеським. Того ж дня у нього виникла словесна перепалка із журналістом за яку він потім просив привселюдно вибачення.